# Tony van Diepen
Tony van Diepen (Alkmaar, 17 aprile 1996) è un velocista e mezzofondista olandese.

## Record nazionali
- Staffetta 4×400 metri: 2'57"18 ( Tokyo, 7 agosto 2021) (Liemarvin Bonevacia, Terrence Agard, Tony van Diepen, Ramsey Angela)
- Staffetta 4×400 metri mista: 3'09"90 ( Eugene, 15 luglio 2022) (Liemarvin Bonevacia, Lieke Klaver, Tony van Diepen, Femke Bol)
- Staffetta 4×400 metri indoor: 3'06"06 ( Toruń, 7 marzo 2021) (Jochem Dobber, Liemarvin Bonevacia, Ramsey Angela, Tony van Diepen)

## Palmarès
| Anno | Manifestazione  | Sede       | Evento        | Risultato  | Prestazione | Note                                     |
| ---- | --------------- | ---------- | ------------- | ---------- | ----------- | ---------------------------------------- |
| 2013 | Europei U20     | Rieti      | 800 m piani   | Batteria   | 1'53"44     |                                          |
| 2014 | Mondiali U20    | Eugene     | 800 m piani   | Semifinale | 1'50"86     |                                          |
| 2015 | Europei U20     | Eskilstuna | 800 m piani   | Semifinale | 1'53"60     |                                          |
| 2017 | Europei indoor  | Belgrado   | 400 m piani   | Semifinale | 48"57       |                                          |
| 2017 | Europei U23     | Bydgoszcz  | 800 m piani   | Batteria   | 1'50"38     |                                          |
| 2018 | Europei         | Berlino    | 4×400 m       | Batteria   | 3'04"93     |                                          |
| 2019 | Europei indoor  | Glasgow    | 400 m piani   | Bronzo     | 46"13       | Record nazionale                         |
| 2019 | World Relays    | Yokohama   | 4×400 m       | 13º        | 3'05"15     |                                          |
| 2021 | Europei indoor  | Toruń      | 400 m piani   | Argento    | 46"25       |                                          |
| 2021 | Europei indoor  | Toruń      | 4×400 m       | Oro        | 3'06"06     | Record nazionale                         |
| 2021 | World Relays    | Chorzów    | 4×400 m       | Oro        | 3'03"45     |                                          |
| 2021 | World Relays    | Chorzów    | 4×400 m mista | 8º         | 3'21"02     |                                          |
| 2021 | Giochi olimpici | Tokyo      | 800 m piani   | Batteria   | 1'46"03     |                                          |
| 2021 | Giochi olimpici | Tokyo      | 4×400 m       | Argento    | 2'57"18     | Record nazionale                         |
| 2022 | Mondiali indoor | Belgrado   | 800 m piani   | Batteria   | 1"49'80     |                                          |
| 2022 | Mondiali indoor | Belgrado   | 4×400 m       | Bronzo     | 3'06"90     | Miglior prestazione personale stagionale |
| 2022 | Mondiali        | Eugene     | 800 m piani   | Semifinale | 1'46"70     |                                          |
| 2022 | Mondiali        | Eugene     | 4×400 m mista | Argento    | 3'09"90     | Record nazionale                         |
| 2022 | Europei         | Monaco     | 800 m piani   | Semifinale | 1'47"64     |                                          |
| 2023 | Europei indoor  | Istanbul   | 800 m piani   | Batteria   | 1'48"50     |                                          |
| 2024 | Mondiali indoor | Glasgow    | 4×400 m       | Bronzo     | 3'04"25     | Record nazionale                         |
| 2025 | Europei indoor  | Apeldoorn  | 4x400 m       | Oro        | 3'04"95     |                                          |
| 2025 | Europei indoor  | Apeldoorn  | 4×400 m mista | Oro        | 3'15"63     | Record dei campionati                    |

## Campionati nazionali
2014
- Argento ai campionati olandesi indoor, 800 m piani - 1'51"39

2015
- 4º ai campionati olandesi indoor, 800 m piani - 1'51"11
- 4º ai campionati olandesi, 400 m piani - 48"40

2016
- Argento ai campionati olandesi indoor, 400 m piani - 47"52

2017
- Argento ai campionati olandesi indoor, 400 m piani - 46"87

2018
- Oro ai campionati olandesi, 400 m piani - 46"91
- Oro ai campionati olandesi indoor, 400 m piani - 46"99

2019
- Argento ai campionati olandesi, 400 m piani - 46"44
- Oro ai campionati olandesi indoor, 400 m piani - 46"81

2020
- 5º ai campionati olandesi, 400 m piani - 47"97
- Oro ai campionati olandesi indoor, 400 m piani - 46"44

2021
- Argento ai campionati olandesi indoor, 400 m piani - 46"87